# Panama Jazz Festival
El Panama Jazz Festival es un festival de música de jazz que se celebra anualmente en Panamá. Fue fundado en septiembre de 2003 por Danilo Pérez, músico panameño ganador del Grammy.

## Historia
Danilo Pérez fundó el festival con la intención de mejorar la vida de las personas a través de la experiencia compartida de la música.
Con casi veinte años, el Festival de Jazz de Panamá se ha convertido en un atractivo turístico cultural con la visita de más de 500 mil personas de diferentes latitudes. Actualmente el evento es sostenible gracias al trabajo de Patricia Zárate de Pérez, directora jjecutiva del festival quien lidera un equipo de 70 coordinadores, 500 voluntarios, 300 músicos nacionales e internacionales, y cerca de 200 colaboradores de todos los sectores de Panamá, sumando más de un millar de personas que trabajan arduamente para llevar a cabo el evento. 
El festival ofrece una semana de clases magistrales de músicos de Berklee College of Music, Berklee Global Jazz Institute y Conservatorio de Música de Nueva Inglaterra. Otras instituciones que han participado en el festival incluyen el Instituto Golandsky, el Conservatorio de Música de Puerto Rico, la Universidad de Massachusetts Amherst, Cambridge Rindge and Latin School, Siena Jazz Foundation, Thelonious Monk Institute of Jazz, New York Jazz Academy y el Conservatorio de París.
Los músicos que han asistido al festival incluyen a Kenny Barron, Rubén Blades, Terri Lyne Carrington, Billy Cobham, Jack DeJohnette, Nnenna Freelon, Herbie Hancock, Stanley Jordan, Joe Lovano, Ellis Marsalis, John Patitucci, Dianne Reeves, Wayne Shorter, Esperanza Spalding, Mike Stern, Chucho Valdés, Randy Weston y Lizz Wright.

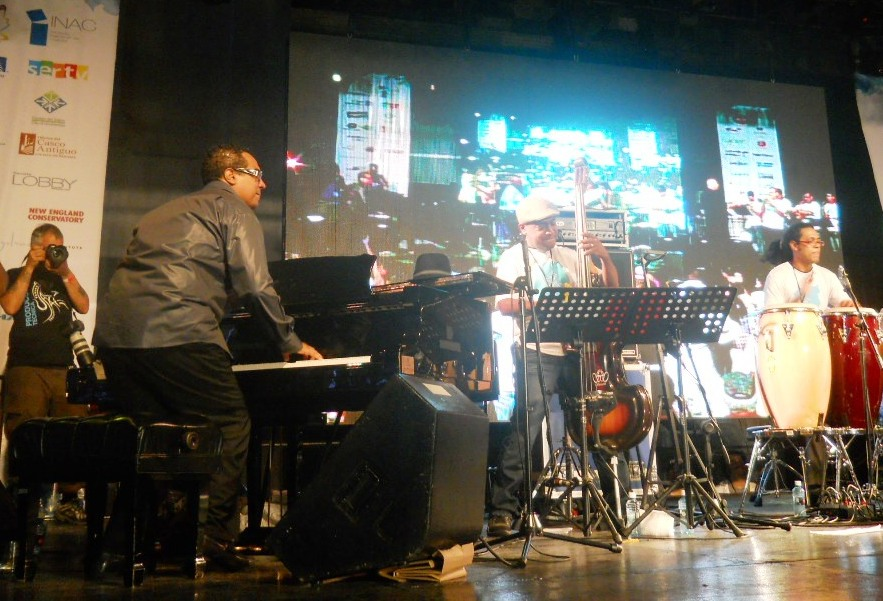
Danilo Pérez interpreta el piano junto a la banda de Tito Puente Jr., en el concierto de clausura en Plaza Catedral, San Felipe, Ciudad de Panamá.

Músicos invitados imparten clases magistrales donde estudiantes de Latinoamérica y el mundo se juntan para aprender de los maestros internacionales del jazz. Entre los músicos que han dado conferencias se encuentran Kenny Barron, Brian Blade, Ran Blake, Terri Lyne Carrington, Regina Carter, Santi Debriano, Jack DeJohnette, Nnenna Freelon, Tia Fuller, Eddie Gómez, Craig Handy, Charlie Hunter, Stanley Jordan, Joe Lovano , John Patitucci, Marco Pignataro, Kurt Rosenwinkel, David Sánchez, Wayne Shorter, Janis Siegel, Ben Street, Steve Turre, Chucho Valdés y Randy Weston.
El festival apoya los programas educativos durante todo el año de la Fundación Danilo Pérez, que acerca el arte y la música a niños de todos los niveles socioeconómicos de la República de Panamá. La idea de la Fundación Danilo Pérez se originó en 1965, cuando Danilo Pérez Urriola (padre del pianista) inició sus programas educativos con niños de escasos recursos en Panamá y creó un currículo de primaria y secundaria donde todas las clases se impartían a través de la improvisación, la composición y la interpretación de la música.

## Grabaciones
Panama Suite (2006) se grabó con estudiantes y profesores de Berklee College of Music y el Conservatorio de Música de Nueva Inglaterra, para conmemorar los cinco años del Festival de Jazz de Panamá. Todas las pistas fueron compuestas y dirigidas por Danilo Pérez y producidas por Billy Herron y Berklee College of Music.

## Organizaciones y escuelas asociadas
- Berklee College of Music y Berklee Global Jazz Institute.[5][6]
- Ciudad del Saber.
- Fundación Danilo Pérez.
- Embajada de los Estados Unidos.[7]
- Embajada de España.
- Embajada de Francia.
- Conservatorio de Nueva Inglaterra.
- Gobierno de Panamá: Presidencia, Ministerio de Turismo, Ministerio de Cultura y Alcaldía de la Ciudad de Panamá.
- Universidad de Massachusetts.
- Instituto de Jazz Thelonious Monk.
- New York Jazz Academy.
- Conservatorio de Santiago de Chile.
- Instituto Golandsky.[5]
- Conservatorio de Puerto Rico.
- Conservatorio de París.

### Conservatorio de París, «Clínicas» que se dan durante el Festival
Una parte importante del festival es la educación musical, consiste en que todos los artistas invitados tienen clases magistrales llamadas «Clínicas Musicales», donde los estudiantes de todas partes de América Latina y el mundo se reúnen para aprender de los maestros internacionales de jazz. Entre los artistas internacionales que han dado conferencias son Wayne Shorter, Chucho Valdés, Jack De Johnette, John Patitucci, Joe Lovano, Randy Weston, Brian Blade, Kurt Rosenwinkel, Nnenna Freelon, Kenny Barron, Marco Pignataro, Eddie Gómez, Regina Carter, Steve Turre, Stanley Jordan, Janis Siegel, David Sánchez, Charlie Hunter, Tia Fuller, y muchos más.
El Festival de Jazz también ha ofrecido clases magistrales en el folklore panameño, danza, música clásica (con renombrados músicos nacionales e internacionales y los mejores grupos del Conservatorio de Música de Nueva Inglaterra, gracias a Berklee College of Music Producción y Departamento de Ingeniería), y muchos otros temas.

## Artistas internacionales
| - En 2003: Danilo Pérez Trío (Danilo Pérez al piano, Ben Street al bajo, Adam Cruz a la batería); Kenny Barron en el piano (Kenny Barron en el piano, Kiyoshi Obata en el bajo, Kim Thompson en la batería); Mike Stern en la guitarra (Bob Franceschini en el saxo, Lincoln Goines en el bajo, Lionel Cordew en la batería); Steve Turre en trombón (Hector Martignon en piano, Steve Kirby en bajo, Obed Calvaire en batería, Richie Flores en percusión); Carlos Garnett en saxofón tenor de Panamá; Regina Carter en violín (David Budway en piano, Mayra Casales en percusión, Alvester Garnett en batería, Chris Lightcap en bajo); Charlie Hunter en guitarra; Barbara Wilson en voz; Danilo Pérez Sr. en voz. - En 2005: Jack DeJohnette en batería y piano (Danilo Pérez en piano, John Patitucci en bajo, Joe Lovano en saxofón, Ricaurte Villarreal en percusión); Joe Lovano en saxofón tenor (Dennis Irwin en bajo, William Drewes en saxo, Francisco Mela en batería, James Weidman en piano, Judi Silvano en voz); John Patitucci contrabajo y bajo; Víctor Paz en trompeta de Panamá; Janis Siegel en voz (Steve Hass en batería, Darek Oles en bajo, Alan Pasqua en piano). - En 2006: Randy Weston, de Estados Unidos, en piano (feat. Alex Blake al bajo, Neil Clarke a la percusión); Kurt Rosenwinkel, de Estados Unidos, en la guitarra; David Sánchez, de Puerto Rico, en saxofón; Carlos Garnett, tenor de Panamá, en saxofón; Mark Turner, de Estados Unidos, en saxofón y clarinete; Víctor Paz, de Panamá, en trompeta; Santi Debriano, de Estados Unidos, en bajo (Patricia Vlieg en la voz). - En 2007: Edmar Castañeda en Arpa de Colombia; Nnenna Freelon en voz; Carlos Garnett en saxofón tenor; Banda Panameña (feat. Danilo Pérez al piano, Billy Cobham al bajo, Santi Debriano a la batería, Jorge Sylvester al saxo, Renato Thoms); Víctor Paz en trompeta; Banda Tributo a Chile en saxofón (feat. Patricia Zárate en saxo, Mili Bermejo en voz, Francisco Molina en batería, Nando Michelin en piano, Dan Greenspan en bajo). - En 2008: Tia Fuller en el saxofón, Kim Thompson en la batería; Kelley Johnson en voz (Graciela Núñez en violín, Yomira John en voz); Stanley Jordon en la guitarra; Catherine Rusell en voz; Dave Samuels en vibráfono (Caribbean Jazz Project). - En 2009: Wayne Shorter en saxofón feat. Brian Blade en batería, Danilo Pérez en piano, John Patitucci en bajo; Luba Mason en la hazaña de voz. Rubén Blades en voz, Jimmy Haslip en bajo, Hubert Laws en flauta y saxofón; Marco Pignataro Quinteto con Marco Pignataro en saxofón feat. Eddie Gómez al bajo, Matt Marvuglio a la flauta, Mark Kramer al piano, Billy Drummonda la batería de Italia; Chucho Valdés al piano. - En 2010: Lizz Wright en voz; Carlos Garnett en saxofón tenor; Jamey Haddad en percusión; Joe Lovano en saxofón tenor; Terri Lyne Carrington en batería y voz; Ellis Marsalis Jr. al piano; Juanito Pascual en guitarra; John Patitucci en contrabajo y bajo eléctrico. - En 2011: Ben Street en contrabajo; Adam Cruz en la batería; Tom Patitucci en guitarra; Rudresh Mahanthappa en saxofón de Italia; Paoli Mejías en percusión; John Patitucci en contrabajo y guitarra; Claudia Acuña en voz, Jon Cowherd en piano, Juan Herrera en bajo, Edgardo Serka en batería; Brian Lynch en trompeta, Alain Pérez en percusión; Conrad Herwig en trombón, Lucques Curtes en bajo, William O'Connell en piano, Pedro Martínez en percusión. - En 2012: John Scofield en la guitarra, Ben Street en el bajo, Bill Stewart en la batería; Charlie Sepúlveda en trompeta, Raúl Maldonado; Luis Bonilla en Trombón; Omara Portuondo en voz; Chucho Valdés al piano; Carlos Garnett al saxofón, Carlton Holmes al bajo, Taru Alexander a la batería; Tito Puente Jr. en percusión, Rosado Marlow, Teri Roiger, John Menegon; Jed Levi en saxofón, Alvester Garnett en batería, Thomson Neekland en bajo, Misha Tsiganov en piano; Adalberto Santiago en voz. | - En 2013: Herbie Hancock al piano; Wayne Shorter Quartet con Wayne Shorter en saxofón feat. Brian Blade en batería, Danilo Pérez en piano, John Patitucci en bajo; Bill Frisell en guitarra; Susana Baca en voz. - En 2014: Lizz Wright en voz; Kenny Garret en saxofón; HBC Trio feat Scott Henderson en la guitarra, Jeff Berlin en el bajo, Dennis Chambers en la batería; Pisco Trio con George Garzone en saxofón, Jorge Pérez en batería, Ehud Ettun en bajo; Nedelka Prescod en voz; Shea Welsh en la guitarra; Michelle Coltrane en voz; Kevin Harris al piano. - En 2015: Children of the Light con Danilo Pérez al piano, John Patitucci al bajo, Brian Blade a la batería; Benny Golson en saxofón; Brian Blade & the Fellowship Band (Brian Blade en batería, Jon Cowherd en piano, Chris Thomas en bajo, Myron Walden en saxo, Melvin Butler en clarinete; Pedrito Martínez en Percusión; Miguel Zenón en saxofón; Rubén Blades en voz; MAPUJAZZ ft Claudia Acuña en voz; Omar Alfanno en voz y compositor; Phil Ranelin en Trombón; Uwe Kropinski & Michael Heupel en guitarra y flauta. - En 2016: Randy Weston al piano; David Murray en saxofón; Terry Lyne Carrington en batería; Geri Allen al piano; Danny Rivera en voz; Dave Douglas en Trompeta; Dominique Eade en voz; Rudresh Mahnthappa en saxofón; Tony Vega en voz, Percusión de Puerto Rico; John Patitucci en contrabajo, bajo; Tom Patitucci en guitarra; Arild Andersen en contrabajo; Tal Gamlieli en contrabajo. - En 2017: Esperanza Spalding en voz, Contrabajo; Dianne Reeves en voz; Romero Lubambo en guitarra; Children of the Light con Danilo Pérez al piano, John Patitucci a la batería, Brian Blade a la batería; Terri Lyne Carrington en batería; Bill Dobbins en piano; John Patitucci Electric Guitar Quartet - Adam Rogers, Steve Cardenas (2 guitarras, bajo, batería). - En 2018: Wayne Shorter Quartet en saxofón feat. Danilo Pérez en piano, John Patitucci en bajo y Brian Blade en batería; Panamonk Revisited feat. Danilo Pérez al piano, Ben Street al bajo y Terri Lyne Carrington a la batería; Chucho Valdés Cuarteto para piano, bajo, batería, percusión; Ran Blake en el piano; Luciana Souza en voz; Santi Debriano Quartet en saxo (feat. Craig Handy en piano, Bill O'Conell en bajo y Tommy Campbell en batería; Marco Pignataro Quartet en saxo (feat. Lefteris Kordis en piano, Ben Street en bajo, Terri Lyne Carrington en batería); Bill Dobbins en el piano. - En 2019: Alex Blake Jr. en el bajo; Andre Hayward en trombón; Lucía Pulido en voz; Russel Blake en el bajo; Gunhild en trombón; Los Mensajeros Globales de Danilo Pérez feat Farayi Malek en voz, Vasilis Kostas en lauto, Layth Al-Rubaye en violín y voz, Naseen Alatrash en violonchelo, Tareq Rantisi en percusión y Danilo Pérez en piano; Janee Bunnet y Maqueque fet Jane Bunnet en saxofón y flauta, Melvis Santa en voz y percusión, María Paz en voz y congas, Dánae Olano en piano, Tailin Marrero en bajo, Yissy García en batería; Andre Hayward en trombón; Corazantes feat Lucia Pulido en voz, Misha Marks en guitarra, Amanda Irarrazabal en bajo; Rotem Sivan en la guitarra; Trombón PJ Andersson; Jas Kayser en la batería. - En 2020: Adam Cruz en la batería; Cyrus Chesnut al piano; Danilo Pérez al piano; Chris Collins en clarinete; Diane Reeves en voz; John Patitucci en el bajo; Ravi Coltrane en saxofón; Terri Lyne Carrington en la batería; Ben Street en el bajo. - En 2021: Wayne Shorter en saxo; Kurt Elling en la voz; Terri Lyne Carrington en la batería; John Patitucci en el bajo; Cyrus Chestnut al piano; Joe Lovano en saxo; Judi Silvano en voz; Brian Blade en la batería; Rogerio Boccato en percusión; Farayi Malek en la voz; Faris Ishaq en flauta; Paolo Damiani en el bajo; Marco Pignataro en saxo; Ben Street en el bajo; Kris Davis al piano; Val Jeanty en la batería. |

## Artistas nacionales
- En 2003: Carlos Garnett (saxofón).
- En 2006: Mauricio Smith (flauta); Carlos Garnett (saxofón); Patricia Vlieg (cantante); Ricaurte Villarreal (percusión);
- En 2013: Rubén Blades (cantante); Idania Dowman (cantante); Graciela "Chelín" Núñez (violín).
- En 2014: Oscar Cruz Ensemble con Oscar Cruz en batería, Luis Carlos Pérez en saxo, Carlos Agrazal en saxo, Carlos Quirós en bajo, Isai Henriquezz en piano y Daniel Jiménez en batería; Señor Loop con Iñaki Ireberri en guitarra, Carlos Úcar en bajo y Rodrigo Colón Sánchez en voz; Carlos Campos (pianista); Lucy & The Soul Brokers.
- En 2015: Omar Alfanno (cantautor); Rubén Blades (cantautor).
- En 2016: Joshue Ashby & C3 Project (violín); Andrés Carrizo (piano); Carlos Méndez (cantante); Willie Panamá y su orquesta (cantante); Reggie Johnson (saxofón); Alex Tesla (cantante); Lucy & The Soul Brokers (conjunto instrumental); Grupo Congo Generación Costeña (conjunto instrumental); Samuel Batista (saxofón); Ricardo Pinzón (guitarra); Nakeiltha "Nikki" Campbell (cantante); Embajadores de Fundación Danilo Pérez (conjunto instrumental); Babito Do Carno (guitarra); Ensamble Juvenil Fundación Danilo Pérez (conjunto instrumental); Pedro Sanjur (percusión, arreglos, composición); Anggie Viler (flauta); Luis Carlos Pérez (saxofón); Carlos Agrazal (saxofón).
- En 2017: The Beachers (grupo musical); Joshue Ashby & C3 Project (violín); Omar Díaz y El grupo Dedé (percusión, batería y composición); Panama Jazz All Stars (tributo a Violeta Green); Back Tea Project (violín, guitarra); Afrodisíaco (conjunto instrumental); Karla Lamboglia (cantautora); Ricardo Pinzón (guitarra); Los Nietos del Jazz (conjunto instrumental).
- En 2018: Santi Debriano (contrabajo); Carlos Agrazal (saxofón); Chale Icaza (batería); Germán Pinzón Jiménez (guitarra); Graciela Núñez (violín); Josue Ashby (violín); Luis Carlos Pérez (saxofón); Luz Acosta (voz y bajo); Oscar Cruz (percusión); Samy y Sandra Sandoval (voz); Roberto "Toto" Ruiz (trompeta).
- En 2019: Alex Blake Jr. (bajo); Alex Blake Sr. (trombón); Iván Barrios (voz); Roberto Delgado (bajo).
- En 2020: Reggie Johnson (saxofón); Danilo Pérez (piano); Alfonso Lewis (multinstrumentista); Billy Herron (guitarra); Nikki Campbell (percusión); Omar Díaz Herrera (percusión); Osvaldo Ayala (acordeón); Ricardo Pinzón (guitarra); Rubén Blades (compositor); Samuel Batista (piano).
- En 2021: Erika Ender (cantautora); Rubén Blades (cantautor); Carlos Campos (piano); Carolina Pérez (voz); Eliécer Izquierdo (guitarra).
- En 2022: Solange Arias (cantante); Idania Dowman (cantante); Mayra Hurley (cantante, actriz); Coffeerized (cuarteto instrumental); Ensamble de becarios FDP (conjunto instrumental); Refined Jazz Band (cuarteto instrumental); Luz Acosta (cantante, bajo); Carlos Campos (piano); Juanita Acosta (piano); Samuel Barrios (piano, composición, educador); Sebastián Garzón (batería, percusión, composición, educador, gestor cultural); Sahra González (creadora de panacultura).

## Simposio de musicoterapia
El Simposio de Músicoterapia fue fundado en enero de 2013 por la saxofonista chilena, musicoterapeuta y directora ejecutiva del Festival de Jazz de Panamá, Patricia Zárate. La misión del Simposio Latinoamericano de Musicoterapia es la difusión de la teoría y la práctica de la terapia musical en América Latina.
- En 2013, I Simposio:
  - Sharon Katz (Sudáfrica), Musicoterapia en Apartheid Sudáfrica.
  - Paola Casal (Panamá), Musicoterapia en Panamá.
  - Melanie Taylor (Panamá), Music Therapy in Panamá.
  - Cynthia Pimentel (México), Musicoterapia con Niños y Adultos.
  - Patricia Zárate (Chile), Musicoterapia con Niños y Adultos.
- En 2014, II Simposio:
  - Kathleen Howland (EE. UU.), Musicoterapia y Alzheimer, Necesidades especiales, Parkinson, El poder de la música y la terapia.
  - Silvia Andreu (Chile), Musicoterapia en El Ámbito de la Escuela Primaria, Bienestar de los docentes a través de la Musicoterapia, Musicoterapia y Pérdida Auditiva con Niños.
  - Patricia Zárate (Chile), Música y Pobreza Extrema en América Latina.
  - Jorge Montado (Argentina), Musicoterapia en un entorno hospitalario con ancianos, La formación de un musicoterapeuta, Del caos a la composición, Beneficios si la musicoterapia en entornos comunitarios de salud mental.
  - Alfredo Hidrovo (Panamá), Música para la Sanación.
  - Aleyda Duarte & Luis Carlos Perez (Panamá), El papel cambiante de la música en Panamá.
  - Pedro Peña (Venezuela), De la calidad del sonido al uso de la música para la expresión, la música como herramienta de autoexpresión.
  - Margarita Carreño & Kleiberth Mora (Venezuela), Red de Orquestas Sinfónicas Penitenciarias.
- En 2015, III Simposio, Psicología Musical:
  - Kathleen Howland (EE. UU.), Musicoterapia en el diagnóstico y tratamiento del cáncer, Introducción a la musicoterapia neurológica (NMT), Psicología de la música - ¿Por qué la música?
  - Juan Pablo Ruiz (Colombia), Uso de la musicoterapia como herramienta para tratar a niños con necesidades especiales.
  - Marlene Rodríguez-Wolf (República Dominicana), Musicoterapia en una Unidad de Oncología Pediátrica, Musicoterapia y Manejo del Dolor.
  - Aleyda Duarte & Luis Carlos Pérez (Panamá), Cambio social a través de la música.
  - Cecilia Di Prinzio (Argentina), A Teacher's Occupational Health from a Music Therapy Standpoint, Early Intervention.
  - Mará Galán (Colombia), Actividades de Musicoterapia Basadas en la Metodología de la Música Electroacústica.
  - Melany Taylor (Panamá), Musicoterapia en Panamá.
  - Patricia Zárate (Chile), Los efectos terapéuticos del jazz.
  - Jorge Montaldo (Argentina), Musicoterapia en un entorno hospitalario, Corporeity y Music in Musicoterapia. Testimonios del XVI Congreso Nacional de Musicoterapia en Argentina, Pasando del Caos a la Composición. Inmanencia en la formación de un musicoterapeuta.
  - Max Terán (Costa Rica), Taller de Musicoterapia Autismo y Funciones Ejecutivas: Investigación Clínica desde el enfoque del Abordaje Plurimodal.
  - Sandra Schevetz (Panamá), Musicoterapia y Cri Du Chat.
  - Alejandre Sánchez (México), Usode Dispositivos Electroacústicos en Musicoterapia, Experiencia con niños en el Espectro Autista.
- En 2016, IV Simposio, Medicina y Música:
  - Connie Tomaino (EE. UU.), Improvisación Clínica en Musicoterapia, Música y Memoria, Música y Cerebro, Recuperación del Habla a través de la Musicoterapia.
  - Kathleen Howland (EE. UU.), Una introducción a la musicoterapia y la medicina, musicoterapia y trastornos del habla / lenguaje, musicoterapia y trastorno de estrés postraumático (TEPT).
  - Juan José Capella (Venezuela), Systematic Musical Psychotherapy.
  - Andrea Oyarzún (Chile), Musicoterapia para Personas Diagnosticadas con VIH/SIDA.
  - Juan Pablo Ruiz (Colombia), Taller Interactivo de Musicoterapia.
  - Melanie Taylor Herrera (Panamá), La importancia del medio ambiente: tratamiento de adolescentes con discapacidades.
  - Stephanie Platzer, (EE. UU.), Musicoterapia y trastornos neurológicos.
  - Aleida Duarte (Panamá), Música para el Cambio Social.
- En 2017, V Simposio, Musicoterapia e Improvisación:
  - Colin Andrew Lee (EE. UU.), Musicoterapia e Improvisación; Musicoterapia Estética; Técnicas de musicoterapia para los avances neurológicos en la técnica Nordoff Robbins.
  - Kathleen Howland (EE. UU.), Musicoterapia y Cognición; Currículo Educativo para Musicoterapia; Técnicas de musicoterapia para los avances neurológicos en la técnica Nordoff Robbins.
  - Juan Pablo Ruiz (Colombia), Taller Interactivo de Musicoterapia; Musicoterapia e improvisación con niños de 0 a 6 años.
  - Krystal Demaine (EE. UU.), Exploring the Musical Echolalia in Children; Enseñar con compasión en las terapias creativas.
  - Carolina Torres López (Colombia), Intervención en Musicoterapia y Desarrollo de Habilidades Asertivas y Empáticas en Adolescentes Involucrados en Bullying Escolar.
  - Violeta Díaz (Chile), Anatomía de artistas cerebrales.
  - Talia Girton (EE. UU.), El Nuevo Centro de Musicoterapia de Panamá.
  - Lucía Bertello (Panamá), Los efectos del entrenamiento musical del comportamiento y el bienestar emocional de los niños de 5 a 13 años.
  - Carolina Muñoz Lepe (Chile), Taller de Autocuidado para Madres de Niños y Jóvenes con Parálisis Cerebral Severa.
  - Lauren Caso (EE. UU.), Percusión Africana para Musicoterapia.
  - Esteban Roa (Colombia), El Nuevo Centro de Musicoterapia de Panamá.
  - Aleida Duarte (Panamá), Música para el Cambio Social.
- En 2018, VI Simposio, Performance Therapy:
  - Kathleen Howland (EE. UU.), Actuación musical vs Terapia.
  - Ana María Herrera (Colombia), Aportes de la Musicoterapia a la terapia de la risa.
  - Talia Girton (EE. UU.), Elementos de una sesión de musicoterapia.
  - Andrés Salgado (Colombia), Aportes de la Musicoterapia a la terapia de la risa.
  - Carlos Gómez (Colombia), Musicoterapia Comunitaria para la construcción de paz en el conflicto armado de Colombia.
  - Colin Lee (Canadá), Taller de Improvisación.
  - Camila Pfeifer (Argentina), La música y el cerebro.
  - Violeta Díaz (Chile), Casos de Neurología en Musicoterapia.
  - CarylBeth Thomas (EE. UU.), Introducción a la Musicoterapia en Psiquiatría.
  - Jenny León (Colombia), Musicoterapia para el fortalecimiento de la dinámica familiar de niños con implante coclear.
  - Camila Pfeifer (Argentina), Musicoterapia neurológica.
- En 2019, VII Simposio,
  - Talia Girton (EE. UU.), Cómo facilitar un círculo de tambores.
  - Bibiana Rojas (Colmbia), El centro de musicoterapia de Panamá.
  - Dra. Mary Kauffman (EE. UU.), Canto coral en oncología: un programa piloto.
  - Andrés Salgado (Colombia), Aspectos básicos sobre la estructura de una sesión de musicoterapia, Musicoterapia en las escuelas: una estrategia interdisciplinaria que contribuye al desarrollo de los niños, Musicoterapia como medida de reparación simbólica en víctimas de desplazamiento forzado en Colombia.
  - Talia Girton (EE. UU.), Intervenciones Prácticas y Composición, Música y relajación.
  - Cecilia Jurado (Ecuador), Strengthening the Practice: Principles of Cognitive Rehabilitation in Neurological Music Therapy (NMT),The connection between music therapy and songwriting.
  - Esteban Roa (Colombia), Musicoterapia Transcultural, Grupo de Autocuidado De Musicoterapia para Padres de Prematuros en la Unidad de Cuidados Intensivos Neonatales.
  - Violeta Díaz (Chile), Plasticidad Cerebral y Música.
  - Carine Ries (Inglaterra), Musicoterapia y Yoga: Un encuentro de culturas.
  - Leticia Castillo (EE. UU.), Beneficios y aplicaciones de la musicoterapia en el autismo.
  - Bibiana Rojas y Diana Castillo (Colombia), Musicoterapia orientada a adultos mayores, Musicoterapia para la inclusión.
  - Cecilia Jurado (Ecuador), Intervenciones musicales en trastornos de la conciencia.
  - Luis Carlos Pérez (Panamá), Los beneficios de la musicoterapia en pacientes con dolor crónico.
  - Patricia Zárate (Chile), Teoría de la Música Multicultural con Culturas Indígenas.
  - Meera Sinha (EE. UU.), Usando voces para construir comunidad.
- En 2020, VIII Simposio,
  - Kathleen Howland (EE. UU.), La música como regulación emocional, la música como herramienta para la resiliencia, la música y la relajación.
  - Rocío Moreno (El Salvador), Una nueva música: herramientas prácticas para la armonización conjunta.
  - Walter Valverde (Panamá), Neuroanatomía de la Música: Miles, Coltrane y Nosotros.
  - Sophie Maricq (España), Taller de Autocuidado y Bienestar: Práctica Holística del Cuerpo y la Mente.
  - Carine Ries (Inglaterra), Es hora de hacer música.
  - Silvia Andreu (Chile), Musicoterapia en Chile, Musicoterapia para el Aprendizaje Socioemocional en la Escuela.
  - Jorge Montaldo (Argentina), Arte-Salud: La Música y la Unión de Formas, La Salud en Comunidad, La Musicoterapia, los Musicoterapeutas y sus Intervenciones.
  - Violeta Díaz (Chile), Enfermedades Neurológicas y Música.
  - Carine Ries (Inglaterra), todavía tengo mi armadura puesta.
  - Karen Wacks (EE. UU.), Musicoterapia Comunitaria, Mezclando Interpretación con Terapia: Parte I-II.
  - Osvaldo Olivares (Chile), Procesamiento Cerebral de la Música.
  - Esteban Roa (Colombia), Musicoterapia con Neonatos.
  - Chelsea Brown (EE. UU.), Reducción de la ansiedad en adultos en hospitales.
- En 2021, IX Simposio,
  - Ciara Moser (Irland-Austria), ciega, ¿y qué?
  - Cecilia Di Prinzio (Argentina), Musicoterapia y Manejo del Burnout en docentes, Impacto de la Red Latinoamericana y del Caribe de Musicoterapia para la Primera Infancia.
  - Talia Girton (Inglaterra), Música y Yoga para la Primera Infancia, Autocuidado para el Musicoterapeuta.
  - Ashley Herrera (Panamá), Estimulación del lenguaje y el cerebro musical en niños.
  - Diana Castilla (Colombia), Musicoterapia como medio de expresión y desarrollo del lenguaje.
  - Bibiana Rojas (Colombia), Experiencias Musicales desde Casa.
  - Carles Ries (Inglaterra), Musical Mindfulness Online: Ofreciendo apoyo durante las restricciones de COVID-19.
  - Diego Alejandro Torres (Colombia), Música y Ritual: Cuando la Musicoterapia Comunitaria se Desvanece en la Música Comunitaria.
  - Violeta Díaz (Chile), Música y Neuroplasticidad: Un Cambio de Paradigma.
  - Elkin Dario Franco (Colombia), Musicoterapia Educativa en el Contexto de una Escuela de Artes en Tiempos de Confinamiento.
  - Xingyu Yao (China), El Coro del Envejecimiento Creativo.
  - Karin Biegun (Argentina), Sound Identities: Group Music Therapy for Migrant Pediatric Cancer Patients and their Families.
  - Meera Sinha (EE. UU.), Improvisación Vocal para la Resiliencia y la Comunidad.
  - Sociedad de musicoterapia APAMU Panamá.
  - Eugenia Hernández-Ruiz, Coaching para Padres: Alternativa en el Mundo de la Musicoterapia Virtual.
  - Graciela "Chelín" Núñez (Panamá), Relajación y respiración, Relajación con sonidos naturales.
  - Más allá de La Bamba: La Red Latinoamericana de Musicoterapia.
  - Suzanne Hanser (EE. UU.), Intervenciones musicales durante la era de COVID-19.
  - Juan Carlos Camarena (México), El Modelo Humanista de Musicoterapia: Fundamentos, Contribuciones y Aplicaciones.
  - Adriana Isabel Franco Jiménez (Colombia), Musicoterapia y medicina tradicional de China.
  - Sharon Katz (Sudáfrica), documental "When Voices Meet", entrevista con Sharon Katz.
  - Patricia Zárate (Chile), Música y Comunidad Global en Crisis.
  - Graciela Broqua (Argentina), Comunicación Alternativa-Aumentativa en Teleasistencia Musicoterapia.
  - Cindybet Pérez-Martínez (Puerto Rico), Musicoterapia Médica en Medio de la Pandemia: La Experiencia de Puerto Rico.
  - Carolina Muñoz (Chile), Musicoterapia en el contexto del estallido social, pandemia y nueva constitución en Chile.
  - David Gamella (España), Musicoterapia en tiempos de COVID 19: Habilidades terapéuticas y recursos tecnológicos.
  - Yenny Rocío León Ochoa (Colombia), Musicoterapia para fortalecer el vínculo emocional entre niños con implantes cocleares.
- En 2022, X Simposio
  - Mariane Oselame (Brasil), Musicoterapia y promoción de la salud; La musicoterapia como práctica asistencial de salud mental.
  - Ricardo Maya (Chile), Musicoterapia Familiar para la humanización de los Cuidados Intensivos.
  - Diana Castillo (Colombia), Musicoterapia en el desarrollo personal y autodescubrimiento.
  - Dr. Walter Valverde, Sonidos del COVID-19.
  - Bibiana Rojas (Colombia), Composición en Educación Musical Especial.
  - Patricia Zárate Pérez (EE. UU.), Introducción al Máster en Musicoterapia Global.
  - Melanie Taylor (Panamá), 10 Actividades musicales para realizar online y presenciales para músicos terapeutas, profesores y facilitadores.
  - Diana Soto (Colombia), Musicoterapia en el acompañamiento del Autismo.
  - Violeta Díaz (Chile), Casos de Estudio en la Musicoterapia Neurológica.
  - Modelos de gestión como estrategia para la terapia profesional de defensa y reconocimiento musical en panamá: Desafíos y Oportunidades, Vilma Esquivel (APAMU).
  - Eugenia Hernández-Ruiz (EE. UU.), X SLMT Experiencias de investigación dentro de cursos de la licencia en musicoterapia: una herramienta para el Desarrollo del Pensamiento Clínico.
  - Elkin Darío Franco Montoya (Colombia), Preguntas Globales, Respuestas Locales: Reflexiones de musicoterapia pediátrica y estimulación neurológica en Contexto.
  - Kathleen Howland (EE. UU.), Mirando hacia el futuro de las intervenciones basadas en la música.
  - Marta Hernández (Puerto Rico), El Tipo de Musicoterapia con Método Suzuki con la población infantil.

## Homenajes
- Luis Russell, en 2003: pianista, considerado una de las figuras más importantes de la historia del jazz. Director musical de la banda de Louis Armstrong desde 1935. El pianista Luis Russell dirigió una de las primeras big bands. En 1925, se mudó de Nueva Orleans a Chicago para unirse a  la Orquesta de Doc Cook y luego se convirtió en el pianista de la banda de Joe King Oliver. Cuando tenía 17 años, se mudó a Colón para crear una banda con su música. Más tarde, se mudó a Nueva Orleans cuando formó su propio cuarteto y conoció a Louis Armstrong[17][18][19][20]
- Víctor Boa, en 2005: pianista que formó parte de la escena jazzística panameña a partir de finales de los años cuarenta. Su sabor particular del jazz se llamaba "Tambo jazz".[21] Víctor Boa nació como Víctor Everton McRae en 1925 en "El Vaticano", un sector popular en la sección El Chorrillo de la Ciudad de Panamá. Aprendió a dominar el teclado rápidamente a los quince años y a partir de ahí fue prácticamente autodidacta. Pronto se convirtió, a finales de la década de 1940, en parte de la floreciente escena del jazz de Panamá. A lo largo de su vida, fue conocido como "El sumo sacerdote del jazz", "El maestro del teclado" y "Electric Man".
- Mauricio Smith, en 2006: multinstrumentista, nacido en Panamá, aunque vivió la mayor parte de su vida en la ciudad de Nueva York. Actuó y grabó con Clark Terry, Charles Mingus, Dizzy Gillespie, Chubby Checker, Eartha Kitt y Harry Belafonte. Smith fue miembro de la  banda Saturday Night Live y dirigió la banda latina en el Rainbow Room durante seis años. Compuso música para películas y escribió arreglos para Tito Puente. Ha interpretado música clásica como flautista y solista con la Orquesta Sinfónica de Puerto Rico y ha dado recitales en el Avery Fisher Hall. Smith nació el 11 de julio de 1931 en Colón, Panamá. Se distinguió como ciclista mientras tocaba la flauta en la Banda Republicana de Panamá. Asistió al Conservatorio de Música de Panamá y actuó profesionalmente con la Banda de Bomberos de Colón. Pronto se centró en la música folclórica panameña con Leonidas Cajar. Aparte de la flauta, era conocido por tocar el saxofón, el clarinete, el flautín, la armónica, la guitarra clásica, el bajo, el vibráfono y la percusión latina.
- Bárbara Wilson, en 2007: cantante, más conocida como "La Dama del Jazz".  Nació en 1940 en Panamá. Desde niña siempre compartió su amor por la música y ganó muchos concursos de cantantes que confirmaron su gran talento. Con el apoyo de su familia, conquistó grandes escenarios en Panamá. Comenzó a ser conocida en televisión por el programa de Blanquita Amaro en Televisora Nacional Canal 2. Trabajó con artistas como Mocedades, Danny Rivera, Olga Guillot, Celia Cruz, etc. En 1977 y 1978 fue galardonada con el Búho de Oro.
- En 2008, los homenajeados fueron todos los simpatizantes del festival debido a su 5º aniversario.
- Clarence Martin Sr., en 2009: bajista, compositor y arreglista que contribuyó al jazz panameño desde la década de 1940 y ha influido en varias generaciones de músicos de muchos géneros como el jazz, la música clásica y la música caribeña. Nació en Ciudad de Panamá el 29 de enero de 1922. Su madre fue la pianista Clementine Armtrading de Martin. Su padre, Vernon Martin, era clarinetista y tocaba en La Banda Del Cuerpo de Bomberos de Panamá. Desde su infancia, Martin acompañó a su madre en el saxofón y el piano. Se convirtió en bajista y arreglista de Armando Boza. Martin realizó giras internacionales con Celia Cruz, Benny Moré, Cascarita, Vicentico Valdés, Miguelito Valdés, Sara Montiel, Angélica María, Roberto Ledezma, Peter Dutchin, Daniel Santos, Lucho Gatica, Olga Guillot, Pedro Vargas, Monna Bell y Shaw Elliot.
- Sony White, en 2010: pianista, nacido en Panamá aunque vivió en los Estados Unidos la mayor parte de su vida. Grabó "Strange Fruit" con Billie Holiday.[22] También actuó con Sidney Bechet, Artie Shaw, Benny Carter y Dexter Gordon. El éxito de la canción impulsó a White a seguir trabajando con Artie Shaw y Benny Carter. Después de la Segunda Guerra Mundial, White exploró el R&B y la música pop contemporánea que lo llevó a tocar con Big Joe Turner, Lawrence Lucie, Sid Catlett y Roy Eldridge.[23]
- Víctor Vitín Paz, en 2011: considerado por muchos como el mejor trompetista de jazz latino de la era moderna. Fue miembro de la Fania All-Stars. Trabajó para espectáculos de Broadway en la ciudad de Nueva York y actuó con Ella Fitzgerald, Frank Sinatra, Dizzy Gillespie y The Jackson Five. Trabajó con Eddie Palmieri, Celia Cruz, Tito Puente, Machito, etc. Bu también actuó con iconos del pop y el jazz como Frank Sinatra, Julio Iglesias, Sammy Davis Jr., etc.[24]
- Carlos Garnett, en 2012: saxofonista, compositor y arreglista. Nacido en Red Tank, zona del canal de Panamá. Cuando era adolescente jugaba con soldados de la cercana base del ejército de los Estados Unidos. Garnett comenzó a tocar tenor en 1957 y calipso y música latina. En 1962, se mudó a Nueva York, trabajando con bandas de rock, pero escuchó a saxofonistas de free jazz. Ganó reconocimiento por su trabajo con Freddie Hubbard, Art Blakey's Jazz Messengers, Charles Mingus, y Miles Davis. También trabajó con Brother Jack McDuff, Andrew Hill, Gary Bartz y Norman Connors.  Grabó cinco álbumes para Muse Records entre 1974 y 1977.[25]
- En 2013, los homenajeados fueron todos los simpatizantes del festival debido a su 10º aniversario.
- Eric Dolphy, en 2015: saxofonista alto de free jazz estadounidense, flautista y clarinetista bajo, cuyos padres emigraron de Panamá. Colaboró con Charles Mingus, John Coltrane y Booker Little. En algunas ocasiones, también tocó el clarinete y el flautín. Dolphy fue uno de los varios multinstrumentistas que ganaron prominencia en la misma época. Su uso del clarinete bajo ayudó a establecer el instrumento dentro del jazz. Dolphy amplió el vocabulario y los límites del saxofón alto, y fue uno de los primeros solistas significativos de flauta de jazz.[26]
- Randy Weston, en 2016: pianista y compositor de jazz estadounidense. Su padre era panameño. La música de Weston incorporó elementos africanos. Colaboró con Dizzy Gillespie, Kenny Dorham y Cecil Payne[27][28] Weston comenzó a trabajar profesionalmente en bandas de R&B a finales de la década de 1940 antes de tocar en los trajes de bebop de Cecil Payne y Kenny Dorham. Después de cantar con Riverside Jazz Band en 1954, dirigió tríos y cuartetos y alcanzó una reputación como compositor, contribuyendo con los temas "Hi-Fly" y "Little Niles" al repertorio.[29]
- Violeta Green, en 2017: vocalista, oriunda de Bocas del Toro, vivió y trabajó durante toda su vida en la provincia de Colón y tanto en Violeta como en Cobra. Violeta le dio al jazz en Panamá su propio tono. Esto se ha documentado adecuadamente en muchas horas de cintas televisivas, así como en un excelente trabajo de investigación realizado por Gerardo Maloney, titulado "Tambo Jazz", también convertido en una producción audiovisual con el mismo título en la década de los años 90.[30]
- En 2018, los homenajeados fueron todos los simpatizantes del festival debido a su 15 aniversario.
- Alex Blake, en 2019: trombonista, nacido el 4 de abril de 1926 en la Ciudad de Panamá. Creció en la calle 20 y la Avenida Central, a media cuadra del Teatro Presidente. Asistió a la Escuela Católica Privada Gil Colunje. Es uno de los últimos músicos que aún viven en salir de la época musical dorada de Panamá de los años 1940 y 50.
- Reggie Johnson, en 2020: contrabajista, nacido en Owensboro, Kentucky, en 1940, Reginald Volney Johnson comenzó como trombonista, primero tocando con orquestas escolares y más tarde en bandas del ejército. En 1961, Reggie cambió al bajo de cuerdas y comenzó a trabajar con músicos de vanguardia como Bill Barron y Archie Shepp (grabó con Shepp el famoso álbum "Fire Music").
- Enid Lowe y Gene Jefferson, en 2021: Enid Lowe, cantante también conocida como "la Sarah Vaughan de Panamá". Nació en Colón, Panamá, en 1935, y desde temprana edad cantó en diversos escenarios panameños con importantes músicos como Clarence Martin. Lowe se mudó a Nueva York hace muchos años y sigue siendo un artista activo en la escena del jazz hasta el día de hoy. Gene Jefferson, saxofonista nacido en 1931 en la Ciudad de Panamá, también se mudó a la ciudad de Nueva York y con los años actuó con destacados artistas como Tito Rodríguez, Ray Charles, Arsenio Rodríguez, entre otros. Lowe y Jefferson, que son pilares de Nueva York, son parte de la comunidad musical panameña (Mauricio Smith, Frank Anderson, Vitin Paz, entre muchos otros).
- Frank Andersson, en 2022: pianista, nacido en 1929 en Bocas del Toro, de padres panameños y abuelos jamaiquinos. Hizo su debut profesional en 1943, en ese tiempo también fue pianista acompañante de la cantante Enid Lowe en el Rex Archibold Show en la radio CRP en Colón.